# Санта-Кроче-Камерина
Санта-Кроче-Камерина (итал. Santa Croce Camerina) — коммуна в Италии, располагается в регионе Сицилия, подчиняется административному центру Рагуза.
Население составляет 8474 человека, плотность населения составляет 212 чел./км². Занимает площадь 40,76 км². Почтовый индекс — 97017. Телефонный код — 0932.
Покровителем коммуны почитается святой Иосиф Обручник. Праздник ежегодно празднуется 19 марта.